# Stenochironomus hibernicus
Stenochironomus hibernicus är en tvåvingeart som först beskrevs av Edwards 1929.  Stenochironomus hibernicus ingår i släktet Stenochironomus och familjen fjädermyggor. Arten är reproducerande i Sverige. Inga underarter finns listade i Catalogue of Life.